# Arthurhumesia canadiensis
Arthurhumesia canadiensis is een eenoogkreeftjessoort. De wetenschappelijke naam van de soort is voor het eerst geldig gepubliceerd in 2001 door Bresciani & López-González.